# Leolandia

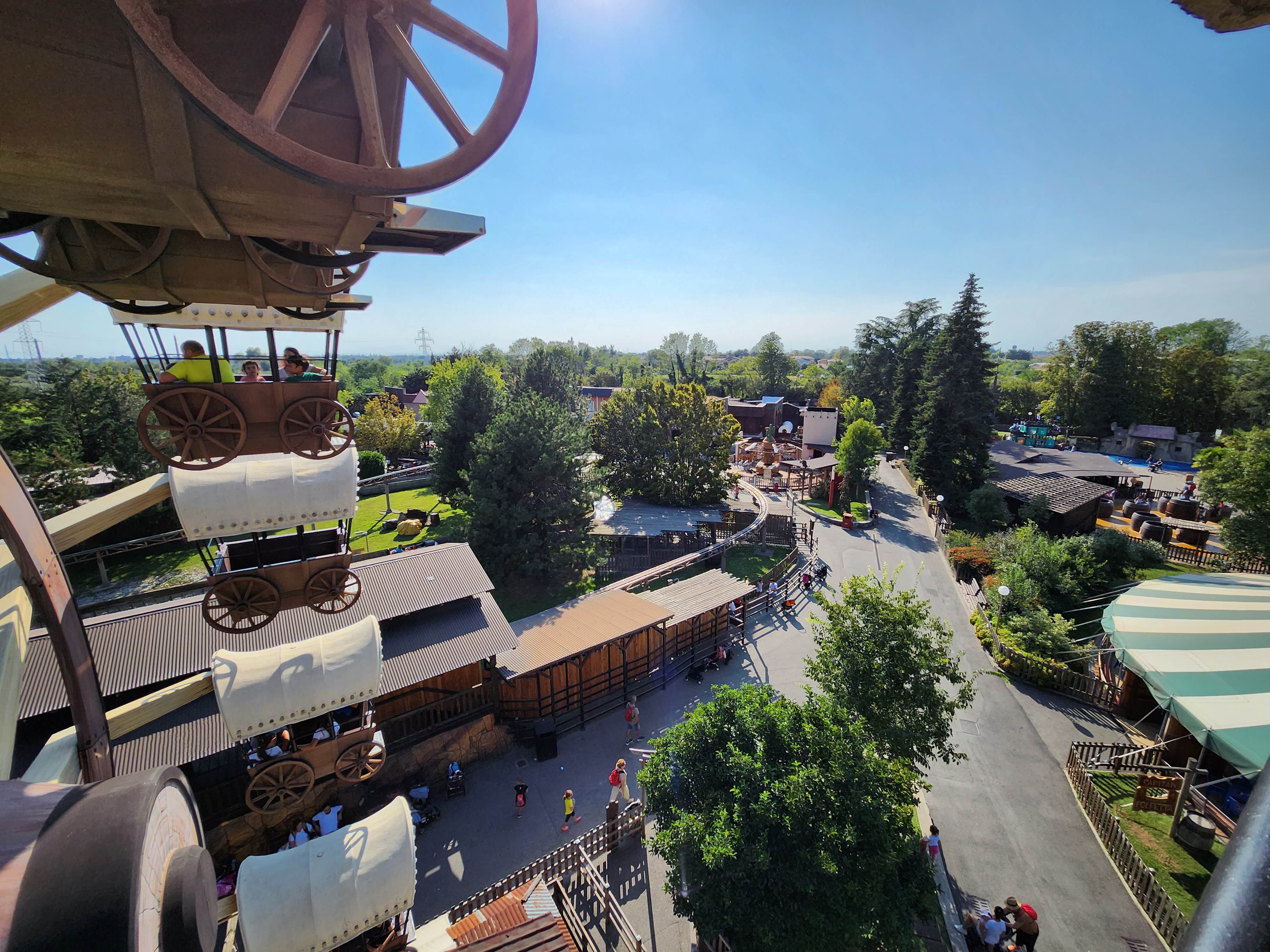
Veduta dalla ruota panoramica di Leolandia, con le più recenti attrazioni

Leolandia è un parco di divertimento che si trova a Brembate, in provincia di Bergamo in Lombardia.
Nato nel 1971 con il nome di Minitalia, nel 1997 ha cambiato nome in FantasyWorld Minitalia, nel 2008 in Minitalia Leolandia e dal 2014 il parco si chiama solo Leolandia.
Il parco è un parco di divertimento, diretto principalmente alle famiglie con bambini, ma presenta attrazioni e show rivolti a persone di ogni età e alcuni percorsi didattici per le scuole. Al suo interno ospita anche un acquario, un rettilario e un'area aperta con animali da fattoria.
La sua storica attrazione, tuttora presente e completamente ristrutturata, è l'Italia in miniatura, con 160 riproduzioni in scala dei monumenti più belli del Paese. Lungo il percorso del mini Stivale, inoltre, sono posizionate 12 statue parlanti, raffiguranti alcuni personaggi simbolo delle varie regioni (come Giulio Cesare, Mia Martini ed Eduardo De Filippo) che raccontano la loro storia e le particolarità del loro territorio.
Il parco è aperto generalmente da metà marzo ai primi di gennaio e con i suoi 200.000 m² può essere considerato uno dei più importanti parchi del Nord Italia.
Nella stagione 2007-2008 il parco è passato sotto la gestione della Zamperla Spa e del gruppo Thorus, i quali hanno apportato al parco un mix di natura, scoperta e divertimento che ha restituito a Minitalia Leolandia Park un ruolo attivo nella vita sociale del suo territorio.
Nella stagione 2010 Zamperla esce dalla società ed il parco passa interamente sotto la gestione del gruppo Thorus.

## Storia del parco
L'idea di realizzare un parco, la cui principale attrazione fosse la riproduzione dell'Italia in miniatura, venne all'imprenditore tessile di Capriate San Gervasio Giovanni Pendezzini alla fine degli anni Sessanta.
Il 25 luglio 1971 il parco, non ancora completo, ma già dotato di una grande area giochi e di un'arena per gli spettacoli, venne aperto al pubblico col nome "Minitalia". L'inaugurazione definitiva avvenne però tre anni più tardi, nell'aprile del 1974. Tra le peculiarità del parco, che cominciò a ospitare anche eventi e manifestazioni, c'erano 18 negozi attrezzati per la vendita di prodotti dell'artigianato tipico delle varie regioni (oggi non più presenti).
Negli anni '80, la concorrenza dei parchi meccanico-tematici spinse anche Minitalia a potenziare e diversificare il mix di offerta. Ciò coincise anche con il primo cambio di gestione che avvenne nell'ottobre del 1997, quando la famiglia Pendezzini cedette il parco a due soggetti imprenditoriali già operanti nel mondo dei divertimenti: la famiglia Triberti, con una decennale esperienza circense e già gestore delle attrazioni del parco Le Cornelle a Valbrembo, e la famiglia Fabbri, imprenditori rodigini nella produzione di attrazioni per parchi divertimento. Il parco assunse il nuovo nome "FantasyWorld-Minitalia" iniziando la prima stagione il 15 marzo 1998.

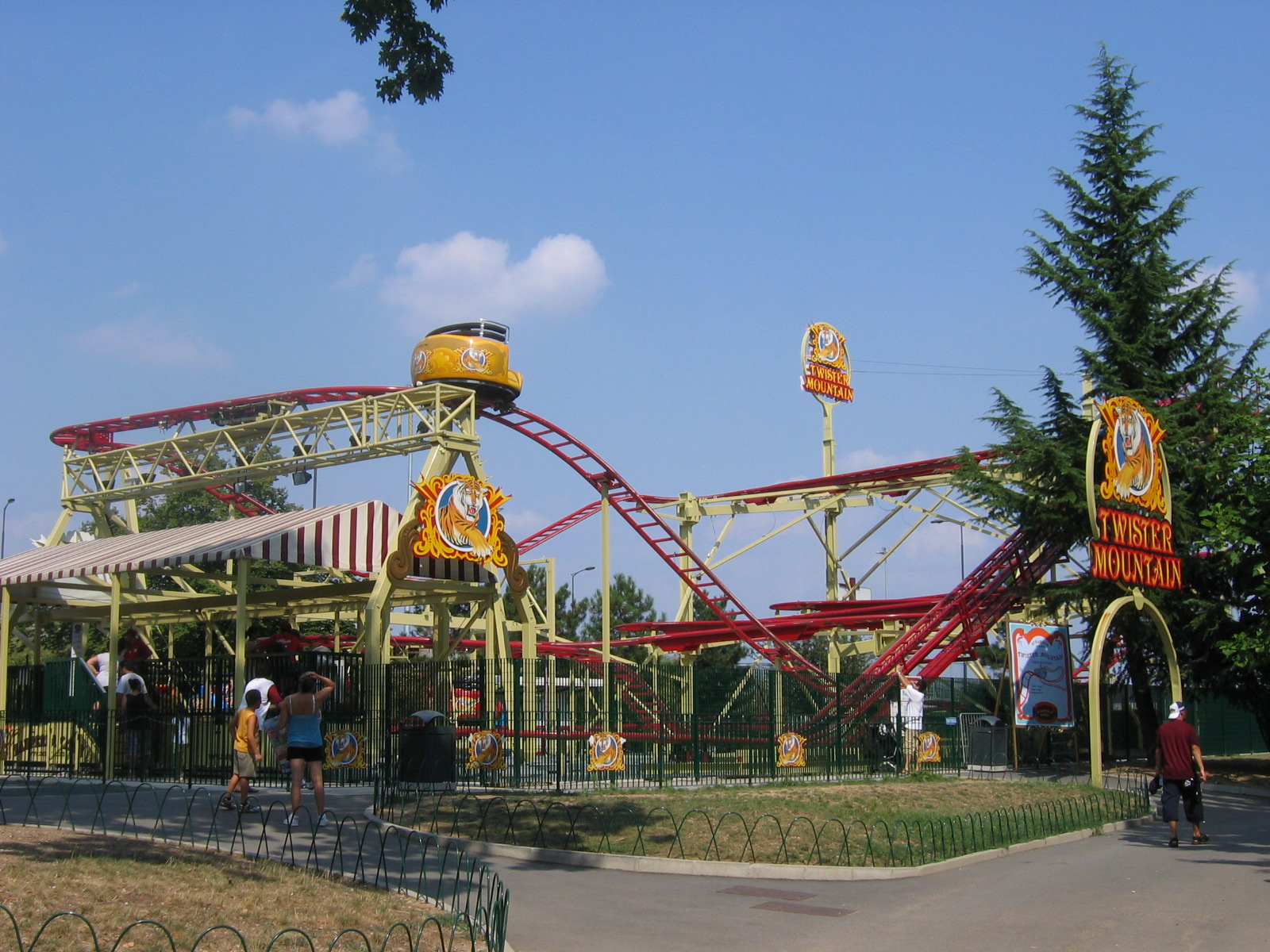
Una delle attrazioni del parco

Nel 2000 venne creata un'area dedicata a Leonardo da Vinci, che negli anni successivi è stata ulteriormente ampliata con l'aggiunta di attrazioni meccaniche a tema: si tratta di alcune invenzioni di Leonardo riprodotte a grandezza naturale ed esposte in una mostra interattiva.
Alla fine del 2007 è avvenuto il secondo cambio di gestione: la Zamperla SpA, azienda vicentina tra i maggiori produttori mondiali di attrazioni per parchi di divertimento (già soci di minoranza nella precedente gestione del gruppo Triberti) insieme alla società finanziaria bergamasca Thorus, hanno dato il via ad una massiccia operazione di recupero, restyling ed espansione del parco, potenziando l'offerta delle attrazioni e cambiando il nome in Minitalia Leolandia Park.
La stagione 2010 si è aperta con un nuovo cambio di gestione. La Zamperla esce dalla compagnia azionaria formata nel 2007 con il Gruppo Thorus che ne diviene così unico proprietario.
Dal 2014 il parco abbandona definitivamente lo storico nome Minitalia, cominciando a chiamarsi solamente Leolandia, per non essere confuso con Italia in miniatura di Rimini.
Negli anni successivi il parco si riconoscerà per ospitare molti dei cartoni animati del momento preferiti dai bambini come "Peppa Pig" (non più presente) e successivamente "Miraculous LadyBug e Chat Noir", "Bing e Flop", "Masha e Orso" ed i "PjMask" a cui sono dedicate importanti aree a tema con show ed attrazioni.
Dal 2018 il parco apre anche nel periodo natalizio, generalmente da metà novembre fino al primo weekend di gennaio, chiamato "Natale Incantato".

## Aree tematiche e attrazioni
La Foresta di Masha & Orso
- Vroom
- Il cortile di MashaDuomo di Milano: uno dei monumenti in miniatura di Minitalia, inglobata nel parco di Leolandia
- Il bosco di Orso

Riva dei Pirati
- Galeone
- Scilla e Cariddi
- Mediterranea
- Pirati alla deriva
- Raganelle sentinelle
- Bucanieri all'arrembaggio
- Piratingioco
- Botti Boom
- Torcibudella
- Trinchetto
- Golfo del Drago Marino

Cowboy Town
- Carovana West
- Mine Train
- Wild Avvoltoi
- Ruota dei pionieri
- Gold River

Terre di Leonardo
- Giostra cavalli
- Sgulavià
- Bici da Vinci
- Rapide di Leonardo

Expo 1906
- Twister Mountain
- Donna Cannone
- Sedie ballerine
- Kong Strabilia
- Electro Spin
- TrenOrto
- Spegnilfuoco

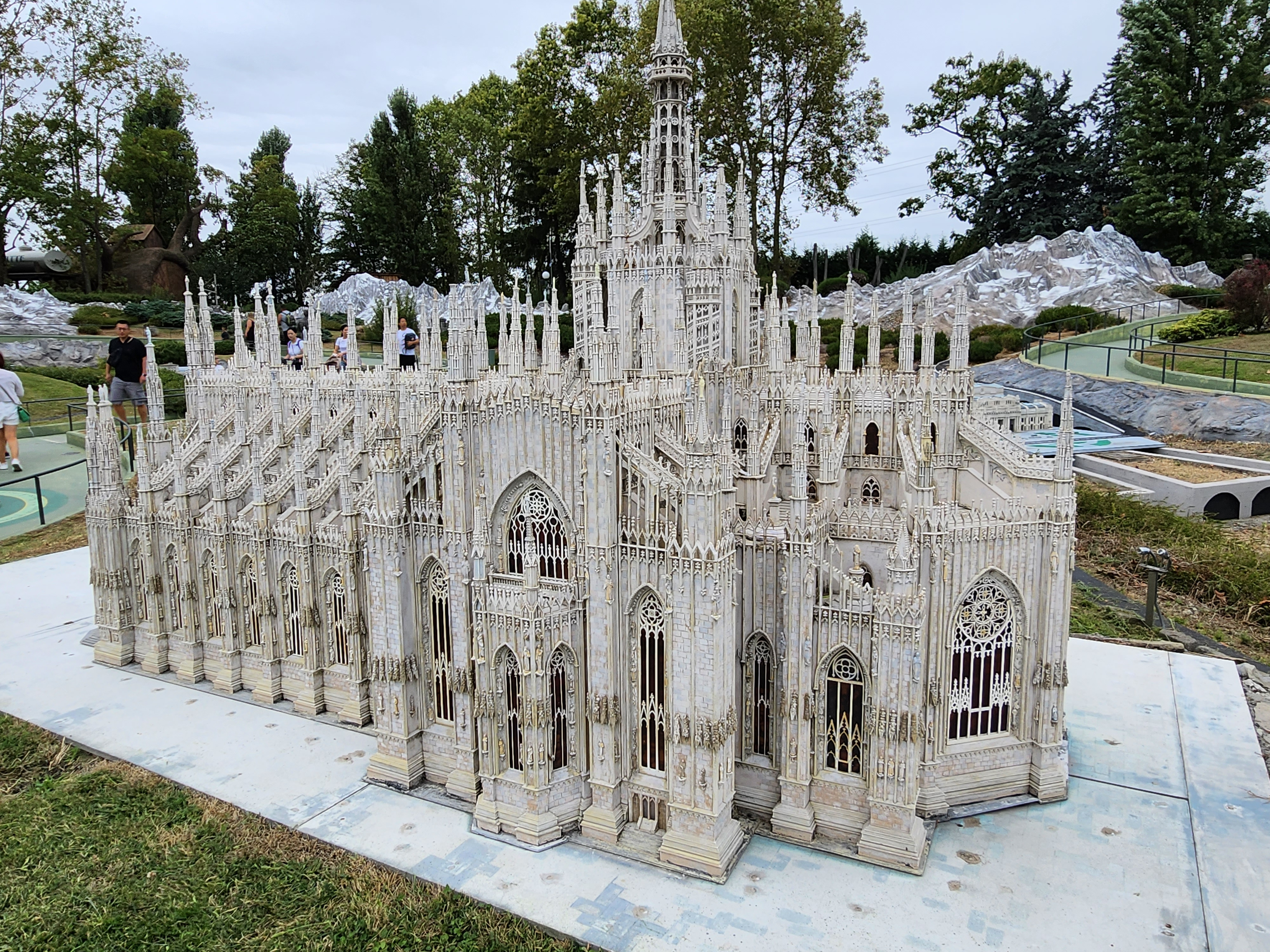
Duomo di Milano: uno dei monumenti in miniatura di Minitalia, inglobata nel parco di Leolandia

PJ Masks City - La città dei Superpigiamini
- Parco giochi
- Spraypark
- Attacco al Museo
- Gufaliante

Minitalia e Animali
- Acquario
- Rettilario
- Fattoria
- Area Relax e Playground
- Minitalia
- Zattere

Baia dei piccoli surfisti
- Faro
- Laghetto e giochi d'acqua

## Spettacoli e personaggi
- Benvenuti a Leolandia! (apertura del parco)
- La parata di Leolandia (solo nei weekend)
- Gioca con Bing & Flop
- Il Banchetto dei pirati
- Il Talento di Masha
- Incontra Bluey (Da Marzo 2023 a Gennaio 2024)
- Leo e il gioco del mimo
- La premiazione di Ladybug e Chat Noir
- L'isola perduta
- Esiste davvero!
- Festa a Cowboy Town - Baby Dance con Leo e Mia
- Incontra i PJ Masks (Museo)